# Souri (Bagaré)
Pour les articles homonymes, voir Souri.
Souri est une localité située dans le département de Bagaré de la province du Passoré dans la région Nord au Burkina Faso.

## Géographie
Souri est situé à 5 km au sud de Bagaré, le chef-lieu du département, et à environ 40 km au sud-ouest du centre de Yako.

## Santé et éducation
Le centre de soins le plus proche de Souri est le centre de santé et de promotion sociale (CSPS) de Bagaré tandis que le centre médical avec antenne chirurgicale (CMA) de la province se trouve à Yako.